# 黎復性
黎復性（1517年—？年），字初炳，號夏溪，廣東廣州府南海縣人，明朝政治人物。

## 生平
治《易經》，嘉靖三十一年（1552年）由縣學附學生中式壬子科廣東鄉試第三十八名舉人，嘉靖三十五年（1556年）登丙辰科第三甲第四十名進士。吏部观政。嘉靖四十五年授福建瓯宁县知县，三十八年致仕。

## 家族
曾祖黎子肄；祖黎後；父黎進；母梁氏。永感下，行一，弟復善；復興；復昌；復良；復仁。